# Drage (Baixa Saxônia)
Drage é um município da Alemanha localizado no distrito de Harburg, estado da Baixa Saxônia.